# Daylight (canção de Bobby Womack)
"Daylight" é uma canção do gênero R&B escrita por Harold Payne e Bobby Womack, sendo um single de Bobby Womack. Em 2007, a canção é regravada, sendo interpretado por Kelly Rowland e Travis McCoy da banda de hip hop Gym Class Heroes. Esta canção participou do filme francês Astérix nos Jogos Olímpicos. O lançamento do single na Alemanha se espalhou também na Europa.

## Background
Harold Payne se lembraria de que seu irmão Larry Payne se encontrou com Womack quando este estava em São Francisco para gravar o álbum Safety Zone. Larry Payne dirigia a revista de cultura pop Where It's At, que recentemente havia traçado o perfil de Womack, que foi receptivo quando Larry Payne recomendou a cantora se encontra com o aspirante a compositor irmão de Larry Payne, Harold Payne. Depois de receber um telefonema de Larry Payne, Harold Payne voou de Los Angeles para São Francisco e se encontrou com Womack no Wally Heider Recording Studios, onde depois de discutir ideias musicais com Harold Payne, Womack desenvolveu uma faixa rítmica: Harold Payne então completou a letra de "Daylight" em sua casa em Los Angeles, que ele descreve como "uma notória casa de festas" - "a letra contava a história do que acontecia na casa e combinava bem com o que Bobby tinha em mente". de David Rubinson - com Wah Wah Watson como produtor associado - "Daylight" contou com vocais de fundo das Pointer Sisters. "Daylight" inaugurou uma longa colaboração de composição entre Bobby Womack e Harold Payne que se estendeu até o último álbum de Womack: The Bravest Man in the Universe (2012).

## Versão de Kelly Rowland
Em 2007, a canção foi regravada pela cantora americana Kelly Rowland junto com um rap de Travis McCoy, vocalista da banda de hip-hop indie Gym Class Heroes, para a trilha sonora da comédia francesa Astérix nos Jogos Olímpicos (2008). A capa foi produzida por S*A*M & Sluggo.
Rowland gravou "Daylight" por volta de outubro de 2007 em Londres, enquanto promovia Kelly no Reino Unido. Embora ela "tivesse se divertido muito gravando", ela estava nervosa ao se encontrar com McCoy no estúdio: "Quando entramos no estúdio foi simplesmente mágico juntos e estou feliz que tenha sido porque você sempre se pergunta como vai sair uma colaboração", disse ela. Declarando suas razões para escolher trabalhar com McCoy, ela disse ao compositor britânico Pete Lewis do Blues & Soul: "Eu amo o fato de que a canção e o som de Gym Class Heroes são algo diferente e eclético. Achei que eu e Travis juntos seríamos uma banda incomum. tipo uma dupla. E estou muito feliz por ter confiado em meus instintos. Porque acabou sendo um tipo de colaboração muito legal e diferente. Para mim, Travis é como um rapper-slash-poeta-slash-rocker, e nossa combinação realmente funcionou!".
Inicialmente gravada exclusivamente para a trilha sonora de Asterix nos Jogos Olímpicos, Rowland ficou tão satisfeita com a faixa que quis incluí-la em seu EP Ms. Kelly: Diva Deluxe (2008) e lançá-la como single também. : "Adoro fazer colaborações - é sempre bom fazer algo que sai da caixa."  Ela também afirmou que a capa era sua adição favorita a Ms. Kelly: Diva Deluxe; a capa também foi adicionada à edição deluxe de Ms. Kelly logo depois, junto com outras faixas do EP.

### Faixas
- Versão single digtal nos Estados Unidos

1. "Daylight" (versão de álbum) — 3:34

- EP com remix digital nos Estados Unidos

1. "Daylight" (remixagem de Hex Hector) — 3:11
2. "Daylight" (remixagem nu doul de Maurice Joshua) — 3:33
3. "Daylight" (remixagem de Karmatronic) — 3:28
4. "Daylight" (remixagem de Loze Daze) — 10:37
5. "Daylight" (mixagem dub nightlight de Dan McKie) — 7:59

- CD single no Reino Unido

1. "Daylight" (versão de álbum) — 3:33
2. "Daylight" (edição de rádio com rap de Loze Daze) — 3:29

- CD promocional do Reino Unido

1. "Daylight" (versão de álbum) — 3:33
2. "Daylight" (versão sem rap) — 3:30

- CD promocional com remix do Reino Unido

1. "Daylight" (club mix de Joey Negro)
2. "Daylight" (edição de rádio com rap de Joey Negro) — 3:29
3. "Daylight" (edição de rádio de Joey Negro)
4. "Daylight" (rodox dub de Joey Negro)
5. "Daylight" (urban mix de Joey Negro)
6. "Daylight" (club mix de Karmatronic) — 6:59
7. "Daylight" (versão original) — 3:33

### Desempenho nas Paradas
| Parada (2008)                 | Posição |
| ----------------------------- | ------- |
| Austrália ARIA Singles Chart  | 43      |
| Eurochart Hot 100 Singles     | 44      |
| French Airplay Chart          | 16      |
| Global Dance Tracks           | 17      |
| Irish Singles Chart           | 43      |
| Japan Hot 100 Singles         | 41      |
| Romanian Airplay Chart        | 91      |
| UK Singles Chart              | 14      |
| Billboard Hot Dance Club Play | 4       |